# 青森シャモロック
青森シャモロック（あおもりしゃもろっく）は、青森県で飼育されている鶏の品種。

## 概要
青森シャモロックは、1990年に青森県五戸町にあった青森県畜産試験場（現在は野辺地町に移転）が開発した肉用鶏で、黄斑シャモの雄と速羽性黄斑プリマスロックの雌とを交配して作られる一代雑種の鶏である。日本テレビ系列で放送されていた『どっちの料理ショー』（読売テレビ制作）にも登場し、同番組の最終回では親子丼の食材に使用され、9対0でカツ丼を下し勝利を収めたというエピソードがある。
父親「横斑シャモ」
- 青森県内で昔から飼養されているシャモを改良し作り上げたシャモ。
- シャモは闘争心が強く非常に飼いにくい点を、横斑プリマスロックの血液を0.3％導入することにより、本来の肉のうま味を残しながら、闘争性を弱め飼いやすくしたもの。

母親「速羽性横斑プリマスロック」
- 横斑プリマスロックを改良し独自に作り出した鶏種。
- 横斑プリマスロックは肉質に優れ、ダシがよく出るが、発育が遅く、抗病性に劣るという点を、白色プリマスロックと掛け合わせることにより、肉質と抗病性に優れ、かつ発育の速い鶏種としたもの。